# دانشکده زبان و ادبیات فارسی دانشگاه علامه طباطبایی
دانشکده ادبیات فارسی و زبان‌های خارجی دانشگاه علامه طباطبایی یکی از نامورترین دانشکده‌های ادبیات ایران است که در شهر تهران محلهٔ سعادت آباد (تهران)، خیابان علامه طباطبایی جنوبی، تقاطع حق طلب غربی واقع است.

## تاریخچه
دانشکده ادبیات فارسی و زبان‌های خارجی دانشگاه علامه طباطبایی پیش از انقلاب ایران (۱۹۷۹) به مدرسه عالی ترجمه معروف بود. از سال ۱۳۶۲ در دانشگاه علامه طباطبایی ادغام شده و فعالیت آموزشی خود را تحت عنوان «دانشکده ادبیات و زبان‌های خارجی» آغاز کرد.
هم‌اکنون در این دانشکده رشته‌های:
تاریخ، زبان‌های باستانی، زبانشناسی، زبان و ادبیات فارسی، فلسفه، زبان و ادبیات عربی، مترجمی عربی، ادبیات انگلیسی، مترجمی زبان انگلیسی، مترجمی زبان فرانسه، زبان اسپانیایی، ادبیات ترکی استانبولی، علوم حدیث، زبان و ادبیات چینی، زبان و ادبیات المانی و زبان و ادبیات روسی دایر است.

## انجمن‌های علمی و دانشجویی
این دانشکده همچنین دارای ۱۲ انجمن علمی-دانشجویی و ۴ تشکل سیاسی-اجتماعی فعال درون‌دانشکده‌ای نیز هست.

## استادان برجسته
- سیروس شمیسا
- سعید حمیدیان
- میرجلال‌الدین کزازی
- حسین پاینده
- محمد دبیرمقدم
- احمدعلی حیدری
- گلناز مدرسی قوامی
- کورش صفوی
- مجتبی منشی‌زاده
- علی‌اصغر مصلح
- فرزانه فرحزاد
- غلامرضا تجویدی
- حسین ملانظر
- بهروز بیک بابائی

## گروه‌های آموزشی
گروه‌های آموزشی عبارتند از:
- تاریخ به مدیریت مهدی میرکیایی (این بخش بعد از دانشگاه‌های تهران-تربیت مدرس-شیراز-شهید بهشتی- فردوسی مشهد قرار دارد)
- زبان و ادبیات انگلیسی به مدیریت محمد خطیب
- مترجمی زبان انگلیسی به مدیریت مزدك بلوري
- فلسفه به مدیریت رضا سلیمان حشمت
- زبان‌شناسی به مدیریت محمد دبیرمقدم
- علوم قرآن و حدیث
- زبان و ادبیات روسی
- زبان و ادبیات ترکی استانبولی به مدیریت مهدی رضائی
- معارف اسلامی
- مترجمی زبان فرانسه به مدیریت معصومه احمدی
- زبان و ادبیات اسپانیایی به مدیریت نجمه شبیری
- زبان و ادبیات فارسی محمدحسن حسن‌زاده نیری
- زبان و ادبیات عرب
- زبان چینی به مدیریت سارا الماسيه

## نشریات
- زبان و ادب پارسی
- حکمت و فلسفه
- آفاق دین
- سراج منیر
- پارالیل /parallèle